# Cabo Udra
Cabo Udra este o arie protejată (arie specială de conservare — SAC, sit de importanță comunitară — SCI) din Spania întinsă pe o suprafață de 623,03 ha, din care 71 % marine.

## Localizare
Centrul sitului Cabo Udra este situat la coordonatele 42°19′26″N 8°49′42″W / 42.324°N 8.8284°V.

## Înființare
Situl Cabo Udra a fost declarat sit de importanță comunitară în februarie 1999 pentru a proteja 1 specie de plante și 12 specii de animale. Situl a fost protejat și ca arie specială de conservare în martie 2014.

## Biodiversitate
Situată în ecoregiunile atlantică și marină Atlantică, aria protejată conține 19 habitate naturale: Terase mlăștinoase și terase nisipoase neacoperite de apă la reflux, Păduri aluvionare cu Alnus glutinosa și Fraxinus excelsior (Alno-Padion, Alnion incanae, Salicion albae), Bancuri de nisip acoperite în permanență slab de apă marină, Pante stâncoase silicioase cu vegetație casmofită, Pseudostepă cu ierburi și specii anuale de Thero-Brachypodietea, Dune mobile cu vegetație embrionară, Roci stâncoase cu vegetație pionieră de Sedo-Scleranthion sau Sedo albi-Veronicion dillenii, Recifuri, Pajiști cu Molinia pe soluri calcaroase, turboase sau argilos-nămoloase (Molinion caeruleae), Pajiști uscate europene, Faleze cu vegetație de pe coastele atlantice și baltice, Dune de coastă fixe cu vegetație erbacee („dune gri”), Fânețe de joasă altitudine (Alopecurus pratensis, Sanguisorba officinalis), Peșteri marine scufundate complet sau parțial, Vegetație anuală la limita mareei, Liziere de ierburi înalte hidrofile de câmpie și de nivel montan până la alpin, Golfuri mici largi și golfuri puțin adânci, Cursuri de apă de la nivel de câmpie la nivel montan, cu vegetație Ranunculion fluitantis și Callitricho-Batrachion, Dune mobile de-a lungul țărmului cu Ammophila arenaria („dune albe”).
La baza desemnării sitului se află mai multe specii protejate:
- plante (1): Rumex rupestris
- păsări (6): pietruș (Arenaria interpres), caprimulg (Caprimulgus europaeus), ciocârlie de pădure (Lullula arborea), cormoran mare (Phalacrocorax carbo), Phalacrocorax carbo sinensis, silvie de tufiș (Sylvia undata)
- mamifere (5): marsuin (Phocoena phocoena), liliacul mediteranean cu potcoavă (Rhinolophus euryale), liliacul mare cu potcoavă (Rhinolophus ferrumequinum), liliacul mic cu potcoavă (Rhinolophus hipposideros), delfin mare (Tursiops truncatus)
- reptile (1): Lacerta schreiberi

Pe lângă speciile protejate, pe teritoriul sitului au mai fost identificate 1 specie de reptile.